# Romelanda landskommun
För andra betydelser, se Romelanda (olika betydelser)
Romelanda landskommun var en tidigare kommun i dåvarande Göteborgs och Bohus län.

## Administrativ historik
När 1862 års kommunalförordningar började gälla inrättades över hela landet cirka 2 400 landskommuner, de flesta bestående av en socken. Därutöver fanns 89 städer och 8 köpingar, som då blev egna kommuner. Denna kommun bildades då i Romelanda socken i Inlands Södre härad i Bohuslän.
Vid kommunreformen 1952 bildade Romelanda storkommun genom sammanläggning med den tidigare kommunen Kareby.
År 1971 gick hela området upp i Kungälvs kommun.
Kommunkoden 1952–70 var 1413.

### Kyrklig tillhörighet
I kyrkligt hänseende tillhörde kommunen Romelanda församling. Den 1 januari 1952 tillkom Kareby församling.

## Geografi
Romelanda landskommun omfattade den 1 januari 1952 en areal av 117,29 km², varav 112,02 km² land.

### Tätorter i kommunen 1960
I Romelanda landskommun fanns den 1 november 1960 ingen tätort. Tätortsgraden i kommunen var då alltså 0,0 procent.

## Politik

### Mandatfördelning i valen 1950–1966
| 4 | 16 |

| 20 |

| 7 | 13 |

| 20 |

| 2 | 6 | 12 |

| 20 |

| 11 | 9 | 15 |

| 34 |

| 11 | 11 | 13 |

| 33 |

| 12 | 8 | 12 | 3 |

| 33 |

| 14 | 7 | 12 | 2 |

| 33 |

| 11 | 13 | 7 | 4 |

| 33 |